# Zelotes vikela
Zelotes vikela FitzPatrick, 2007 è un ragno appartenente alla famiglia Gnaphosidae.

## Etimologia
Il nome della specie deriva dal termine vikela che in ndebele del nord significa protezione, in riferimento all'estensione della guaina che avvolge la base dell'embolus.

## Caratteristiche
Questa specie non è stata attribuita a nessun gruppo: si distingue dalle altre per il lungo embolus, ampio prossimalmente e sottile distalmente, di forma procurva.
L'olotipo maschile rinvenuto ha lunghezza totale è di 6,25mm; la lunghezza del cefalotorace è di 2,92mm; e la larghezza è di 2,17mm.

## Distribuzione
La specie è stata reperita nel Senegal settentrionale: l'olotipo maschile è stato rinvenuto 5 chilometri a sud della cittadina di Richard Toll, situata nella regione di Saint-Louis.

## Tassonomia
Al 2016 non sono note sottospecie e dal 2007 non sono stati esaminati nuovi esemplari.